# جان كارلوس لوبيز
جيان لوبيز (9 نوفمبر 1993 - ) هو لاعب كرة قدم دومينيكي يلعب كلاعب وسط.

## روابط خارجية
- جيان لوبيز على موقع قاعدة بيانات كرة القدم.إي يو (الإنجليزية)
- جيان لوبيز على موقع ناشيونال فوتبول تيمز (الإنجليزية)
- جيان لوبيز على موقع Soccerway.com (الإنجليزية)